# Лабе, Катрина
Катрина Лабе  (фр. Marie-Laure-Catherine Labay; 1794—1868) — белошвейка, любовница Александра Дюма (отца) и мать Александра Дюма (сына).

### Происхождение
Мари-Лор-Катрин Лабе родилась в 1794 году в Бельгии. Её родители, имевшие французское происхождение, вскоре после рождения дочери перебрались на историческую родину, поселившись в Руане. Некоторые источники считают, что Катрина Лабе была уроженкой Руана и родилась уже после того как её родители переехали на север Франции. Со слов самой Катрины, в Руане она вышла замуж, однако брак был неудачный и вскоре супругам пришлось расстаться. Эту версию она поддерживала всю свою жизнь, однако спустя несколько лет после рождения сына в 1831 году ей пришлось признать, что она никогда не была замужем. Она вынуждена была сделать такое заявление во время официального усыновления Александра Дюма-сына. В противном случае из-за ложных сведений документы об усыновлении маленького Александра могли счесть недействительными и официального усыновления не состоялось бы, что для Катрины стало бы большим ударом.
Катрина Лабе в поисках лучшей жизни покидает Руан и переезжает в Париж, где открывает небольшую мастерскую по пошиву и починке одежды, в которой работало несколько женщин, выполнявших заказы парижан.

### Дюма-отец

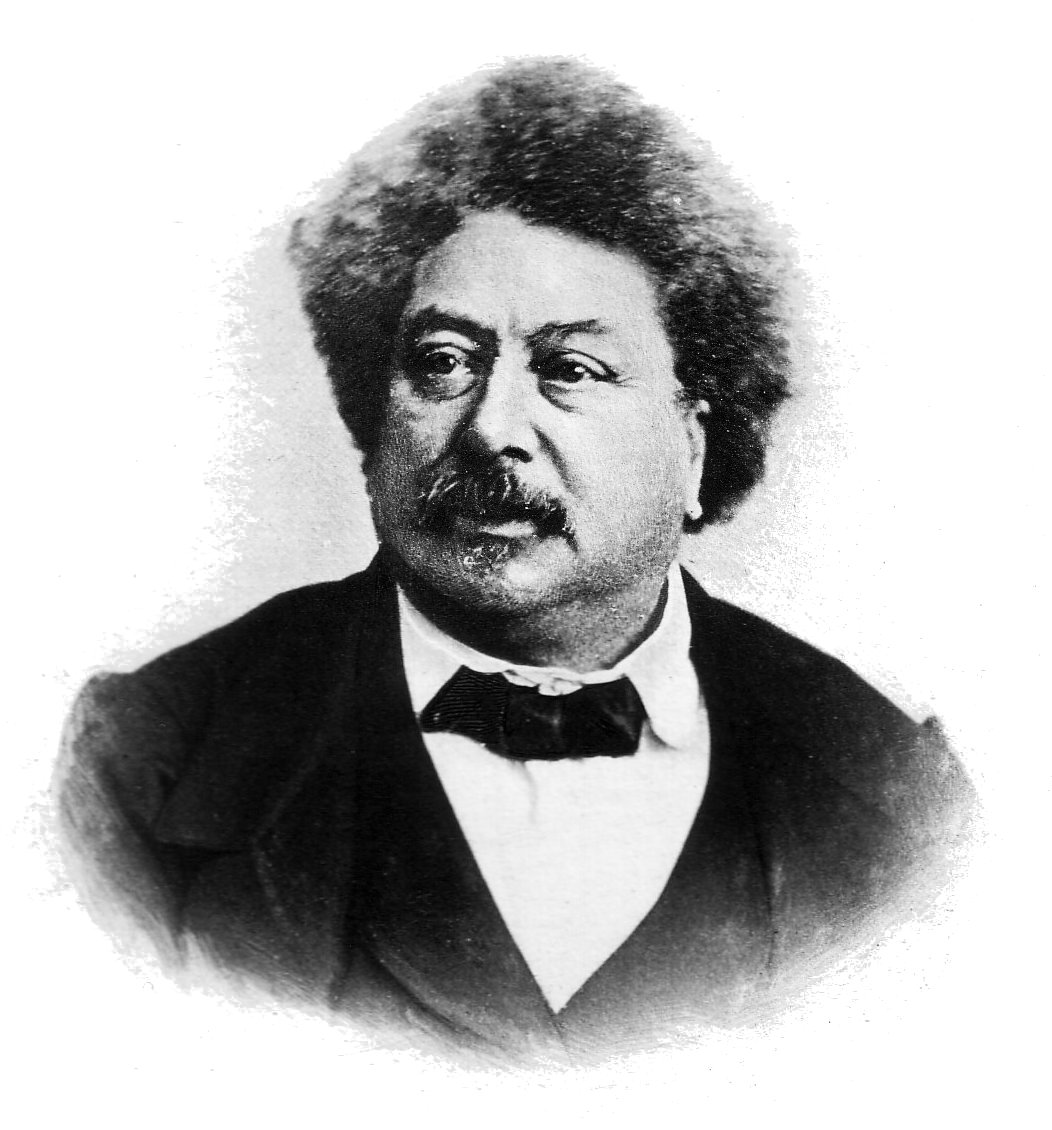
Дюма отец середина XIX в.

Поселившись на Итальянской площади, Катрин невольно стала соседкой по этажу Александра Дюма, который только что приехал покорять французскую столицу. Несмотря на заметную разницу в возрасте, между молодой привлекательной женщиной, слегка склонной к полноте, и темпераментным молодым человеком разгорелся роман. Дюма под предлогом экономии средств переселяется в квартиру Катрины и там 27 июля 1824 года рождается их сын, которого при крещении нарекли так же, как отца и деда — Александром.
Дюма испытывал уважительное отношение к Катрине Лабе, но не стал обременять себя семейными узами, к тому же ему приходилось скрывать рождение сына от своей матери.
Вскоре у Дюма появились деньги, и он смог снять для Катрины Лабе и маленького Александра небольшой дом, расположенный в Пасси.
Дюма отец не отказался содержать своего ребёнка, иногда он даже ночевал в квартире Катрины, но постепенно всё его внимание переключилось на новое увлечение — Мелани Вальдор, и редкие встречи с Катриной Лабе прекратились.
В 1831 году, Дюма-отец решил признать ребёнка и написал письмо нотариусу Жану-Батисту Моро:

«Сударь, я прошу Вас оформить необходимые документы, дабы признать моим ребёнка, зарегистрированного 27 июля 1824 года в мэрии на Итальянской
площади под именем Александр.
Мать: госпожа Лабе. Отец — неизвестен… Дело это не терпит отлагательства: я боюсь, что у меня отнимут ребёнка, к которому я очень привязан.
»

Акт об усыновлении от 17 марта 1831 года вызвал ожесточенное сопротивление Катрины Лабе, не желавшей отдавать сына. 21 апреля 1831 года Катрина попыталась официально усыновить Александра, но её решение не имело силы, так как отец имел право первенства. Она некоторое время безуспешно сопротивлялась решению суда. Однако в итоге семилетнему Александру Дюма-сыну пришлось оставить мать, после чего он оказался в пансионе.
В 1832 году Катрина Лабе открывает так называемый «кабинет для чтения» на улице Мишодьер, некое подобие уютного читального зала, на которые в разгар романтизма была мода. Средства на создание зала дал Дюма-отец. На этом его непосредственная помощь Катрине Лабе закончилась.

### Дюма-сын

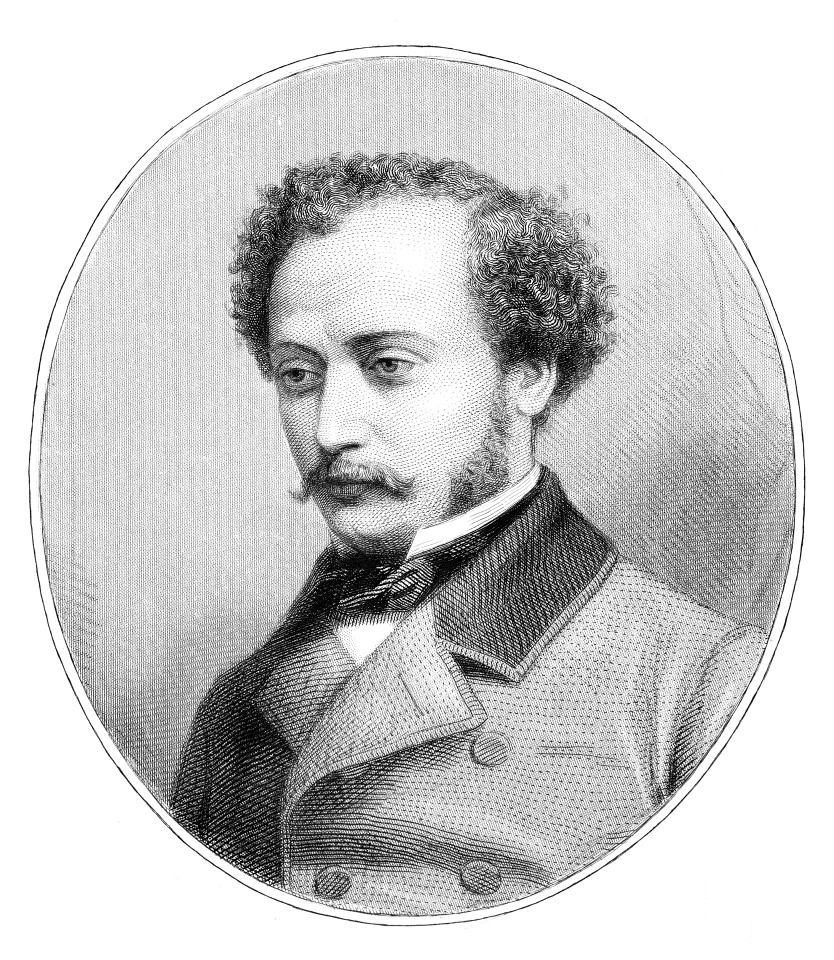
Дюма-сын середина XIX в.

Окончив пансион, повзрослевший Александр сохранил привязанность к матери и испытывал к ней бо́льшую любовь, чем к отцу. После успеха «Дамы с камелиями» и последующего за ним признания и материального благополучия молодой драматург оставался заботливым сыном и поселил мать в Нёйи, Орлеанская улица, N 1.
По отзывам Александра Дюма сына, она была «простой, прямой, честной, работящей, преданной и порядочной во всех своих побуждениях».
Бывшая белошвейка с Итальянской площади, уйдя на покой, достойно встретила старость.
Уже в зрелые годы Дюма-младший, испытывая симпатию к обоим родителям, не оставлял надежды соединить, а может, даже наконец и поженить их.
Последняя попытка пришлась на 26 мая 1864 года, когда Катрина Лабе и Дюма-отец встретились в мэрии на его бракосочетании с Надеждой Нарышкиной. Дюма-сын стремился примирить престарелых родителей, но успеха так и не добился.
Дюма-отец не возражал против этого предложения. Однако на этот раз уже Катрина отказала своему бывшему любовнику, сославшись на возраст и непригодность выполнять роль служанки. «Г-н Дюма перевернёт вверх дном мою маленькую квартиру… Он опоздал на сорок лет, годы ничему его не научили», — писала она подруге.
Катрина умерла 12 октября 1868 года; ей было 74 года. На следующий день Дюма-сын писал Жорж Санд:

«Дорогая матушка! Моя мать скончалась вчера вечером без всяких мучений. Она не узнала меня, а значит, не ведала, что покидает. Да и вообще, покидаем ли мы друг друга?..»

В мэрии Нёйи Александр составил акт о смерти Катрины Лабе. Согласно этому акту, она значилась как незамужняя и без определённых занятий. В графе родителей было помечено, что «их имена сообщены не были». Это свидетельствует о том, что Катрина, возможно, была внебрачным ребёнком неизвестных родителей.